# Asarkina madecassa
Asarkina madecassa är en tvåvingeart som beskrevs av Keiser 1971. Asarkina madecassa ingår i släktet Asarkina och familjen blomflugor.
Artens utbredningsområde är Madagaskar. Inga underarter finns listade i Catalogue of Life.